# Okapi Alost
L'Okapi Alost (Okapi Aalst en néerlandais) est un club belge de basket-ball basé dans la ville d'Alost.

## Histoire
À l’automne 1949, Piet de Coninck van Noyen fonde le club de basketball d’Alost. Il réunit une quinzaine de joueurs, pour la plupart diplômés de l’Athénée d’Alost du Marché aux Grains.
Le nom « Okapi » est choisi en référence à l’équipe universitaire des « Kangourous » avec laquelle De Coninck van Noyen a auparavant joué à Gand. Cherchant un nom similaire et facile à scander, il retient celui-ci, déjà utilisé pour son bateau d’aviron durant ses années universitaires.
Initialement écrit « Okapπ », le club est officiellement fondé le 15 novembre 1949 et reconnu par la fédération belge le 1er décembre de la même année.
Le club n’a son premier président qu’en 1956, Odilon Ringoir, alors que Piet de Coninck van Noyen n’est jusque-là que fondateur et membre de l’équipe.
En 1957, sous la présidence de Dani Huylebroeck, la municipalité accorde à l’équipe l’autorisation de jouer sur la place du Marché au Houblon, où elle évolue jusqu’en 1966.
Cette année-là, le club, alors évoluant en deuxième division nationale, s’installe dans sa nouvelle salle « De Burcht » (La Baie), redoutée par les équipes visiteuses en raison de son ambiance particulière et de son acoustique unique.
En 1970, Alost remporte le championnat de deuxième division, mais reste à cette époque considéré comme un club « ascenseur », avec pour principaux derby les confrontations face aux Black Boys d’Erpe-Mere.
En 1992, l’Okapi déménage dans la salle du « Forum », à l’occasion d’une montée en première division acquise sous l’entraîneur Frans De Boeck.
S’ensuit une période sportive de haut niveau, marquée par le joueur Darren Queenan (en) et les entraîneurs Tony Van den Bosch (nl) et Vlade Đurović, ainsi qu’une victoire en Coupe d'Europe face à Barcelone.
Cependant, cette période est également marquée par des dettes croissantes et des soucis financiers menaçant le club, qui fait finalement faillite.
En 2002, l'Okapi est refondé en tant qu'Okapi Aalstar sous la présidence d’Edwin Schorreel, reprenant le numéro de matricule du club défunt de Renaix.

### Noms successifs
- 1994 - 1997 : Good Year Belgacom Aalst
- 1997 - 1999 : Belgacom Aalst
- 1999 - 2000 : BBC Okapi Aalst
- 2000 - 2001 : Okapi Maes Aalst
- 2001 - 2006 : Okapi Aalstar
- 2006 - 2012 : Generali Okapi Aalstar
- 2012 - 2015 : Okapi Aalstar
- 2015 - 2020 : Crelan Okapi Aalstar
- 2020 - 0000 : Okapi Aalst

## Palmarès
Coupe de Belgique
- Vainqueur : 2012
- Finaliste : 1966, 1998

Coupe de la Ligue
- Vainqueur : 1971

Supercoupe de Belgique
- Vainqueur : 2012, 2013

Championnat de Belgique de 2e division
- Champion : 2006

## Personnalités du club

### Entraîneurs successifs
- 1999-2000 :  Brad Dean
- 2003-2005 :  Brad Dean
- 2005-2007 :   Tom Johnson
- 2007-2016 :  Brad Dean
- 2016-2017 :  Steve Ibens
- 2017-2019 :  Jean-Marc Jaumin
- 2019-2020 :  Trevor Huffman (nl)
- 2020-2022 :  Yves Defraigne (nl)
- 2022-2024 :  Thomas Crab (nl)
- 2024-2025 :  Eddy Casteels
- 2025-0000 :  Olivier Foucart (nl)